# Myung Rye-hyun
Myung Rye-hyun   (Pyongyang, 14 d'abril de 1926) fou un futbolista nord-coreà de la dècada de 1960.
Fou el seleccionador de la selecció de futbol de Corea del Nord que participà a la copa del Món de futbol de 1966.
A nivell de club destacà com a jugador de Moranbong Sports Club.